# Жуан Ваш Корте-Реал

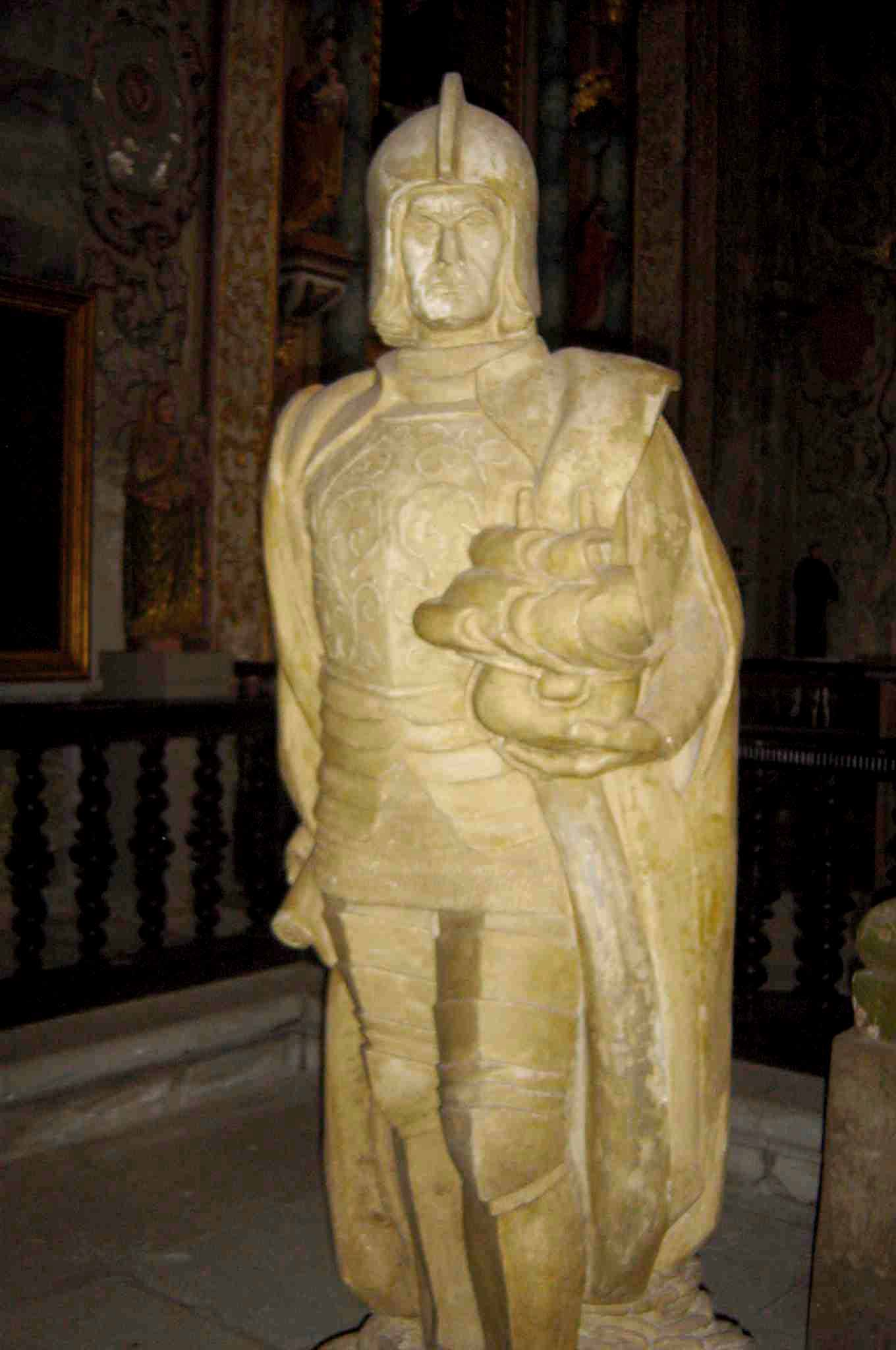
Статуя Жуана Корте-Реала на о. Терсейра, Азорські о-ви.

Жуáн Ваш Ко́рте-Реáл (Кортереáл) (порт. João Vaz Corte Real, МФА: [ʒuɐũ vaʃ koɾt (ɨ) ʁiaɫ]; помер 1496) — португальський мореплавець, якому приписують можливе відкриття американського острова Ньюфаундленд ще за 20 років до відкриття Америки Колумбом.

## Життєпис
У 1472 році, під час плавання на захід від Азорських островів, відкрив землю Бакалау (порт. Terra do Bacalhau — Земля тріски), за що був у 1474 році нагороджений королем маєтком на острові Терсейра.
Достовірно про подорож Жуана Корте-Реала майже нічого не відомо, за винятком того, що його супроводжували сини Гашпар і Мігел, а також німецькі капітани на норвезькій службі Дідрик Пайнінг та Ганс Пофорст. Точне місцезнаходження відкритої Корте-Реалом землі також не встановлено, але більшість дослідників сходяться на тому, що імовірно це був дуже багатий тріскою острів Ньюфаундленд. Зокрема, один з невеликих островів біля Ньюфаундленду і досі називається Баккальє (Baccalieu).
На початку 1500-х років його син Гашпар Корте-Реал здійснить декілька самостійних плавань до берегів Гренландії і Ньюфаундленду.